# Vluchtoord Nunspeet
Vluchtoord Nunspeet was in de Eerste Wereldoorlog een opvangkamp voor Belgische vluchtelingen in de Nederlandse plaats Nunspeet. Er waren voornamelijk burgers uit de stad Antwerpen opgenomen.

## Geschiedenis

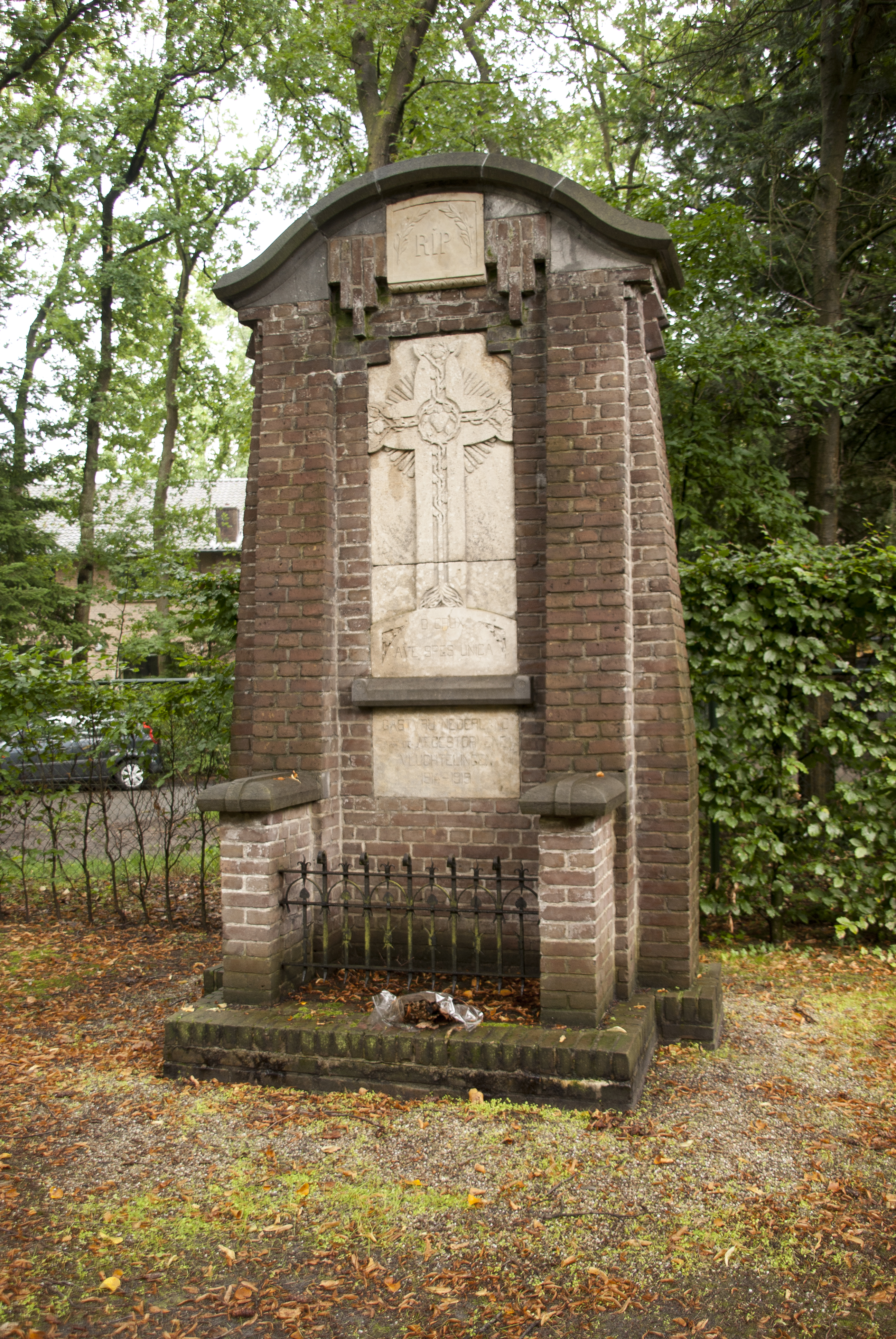
Het Belgenmonument op de oude begraafplaats, Eperweg 22 te Nunspeet

De bouw van het kamp begon in november 1914. Het was onderverdeeld in vier 'dorpen' met in totaal 70 barakken en besloeg een oppervlakte van zo'n 25 hectare. Er waren slaapbarakken, eetzalen, scholen, een kerk, een theater, een polikliniek en crèches. Het geheel was omheind en een oud-officier had er de leiding. Het vluchtoord was gebouwd voor 13.000 personen, maar het aantal bewoners was nooit hoger dan 6.529. De vluchtelingen kwamen overwegend uit de lagere sociale klasse. De gezondheidssituatie liet er te wensen over; bij een epidemie in 1915 stierven 264 kinderen. Een deel van het kamp werd gebruikt voor minder gewenste elementen, zo was er een barak 'Congo' die werd gebruikt voor gestraften, terwijl de barak 'Jan Steen' was aangewezen voor prostituees. Toen in 1917 het vluchtelingenkamp bij Ede werd gesloten werden de bewoners hiervan naar Nunspeet overgebracht. In 1919 is het kamp van Nunspeet afgebroken.
Later is op deze locatie, nabij de Eperweg, een woonwijk gebouwd die in de volksmond Belgenkamp wordt genoemd. De straatnamen herinneren aan het toenmalige vluchtoord omdat zij zijn vernoemd naar leden van het Belgische koningshuis, zo is er de Albertlaan, Astridlaan, Fabiolalaan, Leopoldlaan en de Paolalaan.
Rondom Nunspeet is op een aantal boerderijen Belgisch muntgeld aangetroffen, dat vermoedelijk gebruikt is om er zuivelproducten en andere levensmiddelen te kopen.

## Galerij

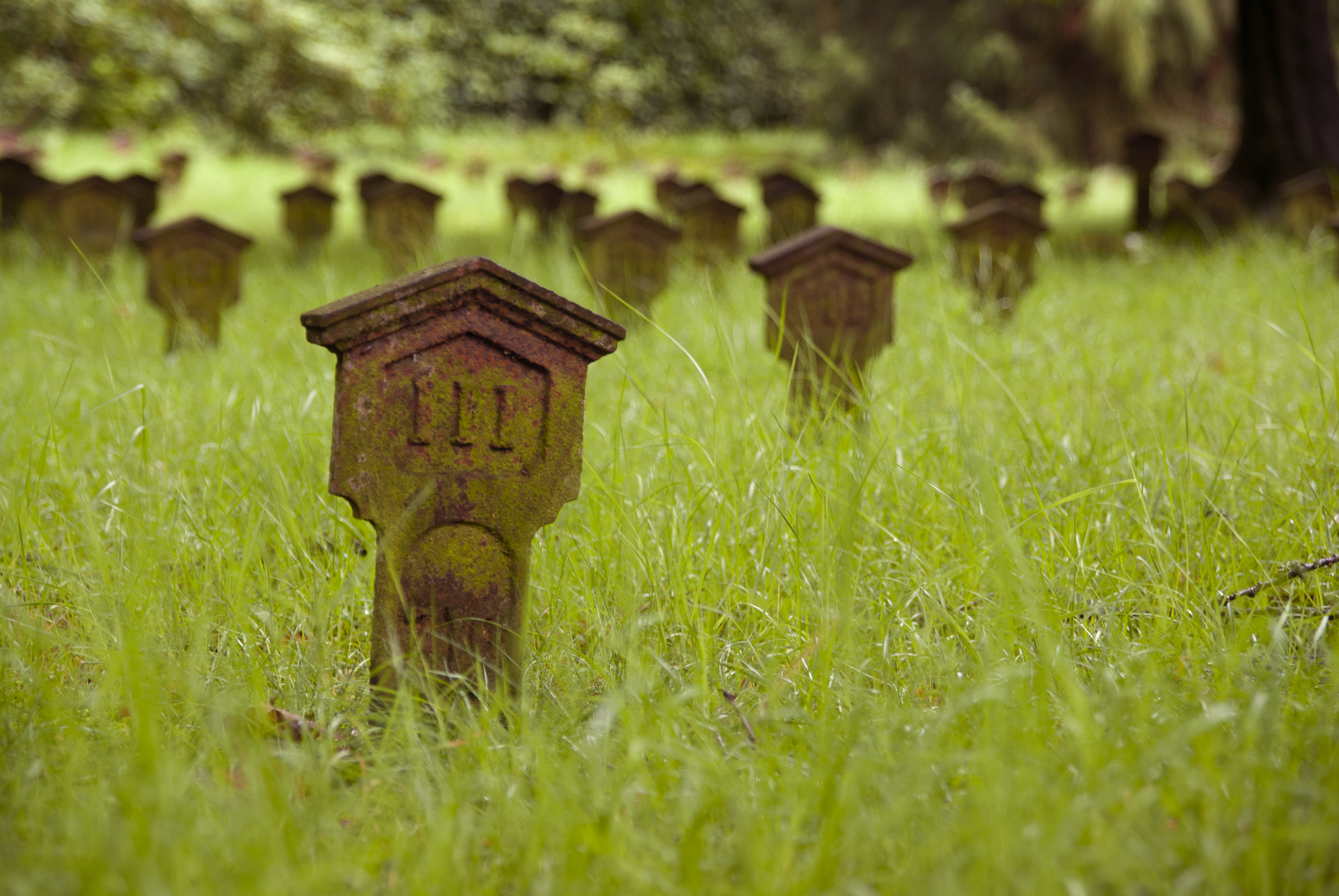
Gietijzeren markeringen op anonieme kindergraven van Belgische vluchtelingen op de begraafplaats van Nunspeet. Beschermd rijksmonument
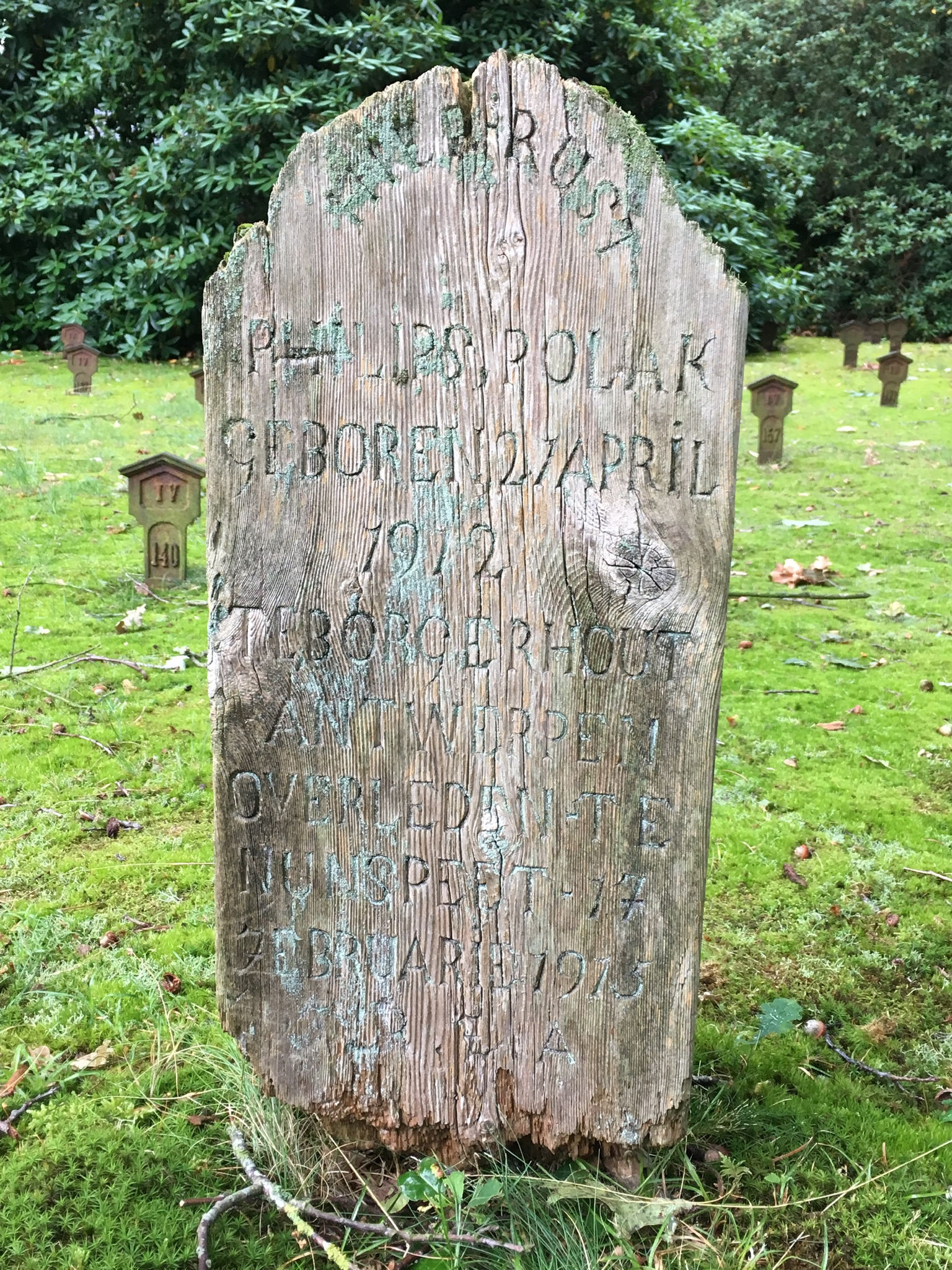
Houten grafmonument